# Liljeholmen, Jönköping
Liljeholmen är en stadsdel i Jönköping, som ligger öster om Öster.  Den avgränsas i norr av Vätterns strand, i öster av Rosenlund och i söder av Liljeholmsparken och Östra kyrkogården. Gränsen västerut går vid Undergången. Förr inkluderades Liljeholmen i Öster.
Stadsdelen hade 2010 3 257 invånare.  
Liljeholmen består i huvudsak av flerfamiljshus. Liljeholmens byggnation består idag till stor del av bebyggelse från 1940-talet och framåt, men det finns äldre byggnader, bland andra Dag Hammarskjöld-huset, Korskyrkan, Liljeholmskolan (Östra folkskolan) och auktionskammaren med tillhörande bostadshus. Tegelbruksgatan har ett så kallat barnrikehus och vid Klockgjutaregatan finns ett par hus från 1930-talet. Några intressanta äldre byggnader i trä återfinns på Rosenbergsgatan, och Liljeholmsgatan har två gamla väl bevarade stenhus.
Under 1800- och 1900-talet fanns ett antal fabriker längs vätterstranden, Sahlströmska Fabrikens AB var ett färgeri och yllespinneri och -väveri, som låg i Jönköpings Östra Tändsticksfabriks tidigare lokaler. Efter denna kom Otto Janssons Skofabrik, som köptes upp av Kooperativa Förbundet och bytte namn till Aristokrat. Under ett antal år fanns en bränsledepå vid nuvarande Strandparken, den bestod av ett antal bränslecisterner med tillhörande anläggningsbrygga (och pipeline) om nära 300 meter. Denna anläggning revs på 1960-talet och flyttades till Munksjön, där den står kvar än.
Kända personer som delvis vuxit upp/bott på Liljeholmen är till exempel Agnetha Fältskog (Abba), Dag Hammarskjöld och konstnären Gustaf Fogelberg.

## Gator
- Östra Storgatan
- Plantagegränd
- Rosenbergsgatan
- Banvaktsgatan
- Liljeholmsgatan
- Lillgatan
- Mellangatan
- Starrgatan
- Lönnholmsgatan
- Bomgatan
- Spinnerigatan
- Kilallén
- Sandgatan
- Klockgjutaregatan
- Tegelbruksgatan
- Rosenlundsgatan

## Bildgalleri

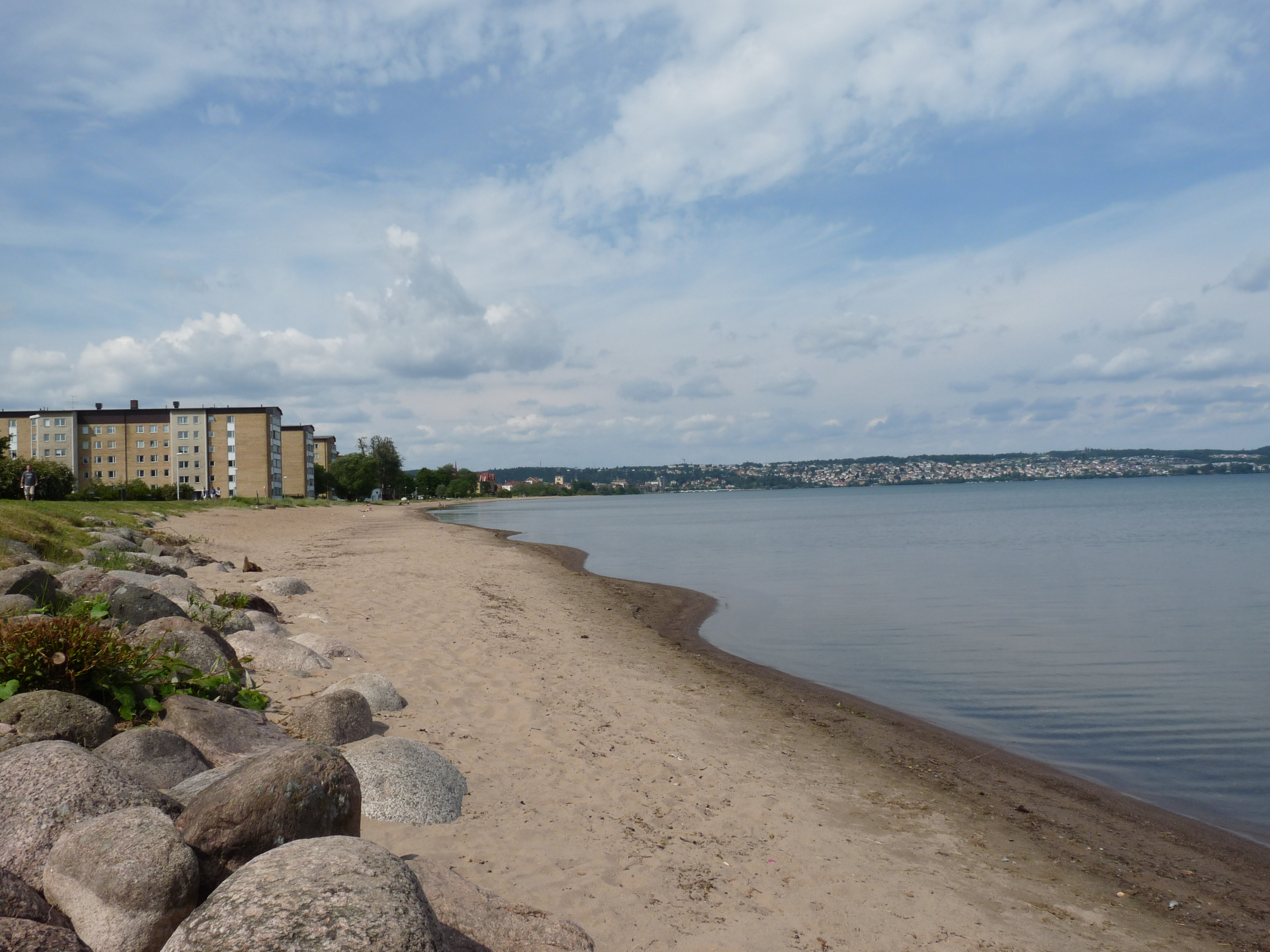
Vätterstranden vid Strandparken